# Croton timotensis
Croton timotensis är en törelväxtart som beskrevs av Henri François Pittier. Croton timotensis ingår i släktet Croton och familjen törelväxter. Inga underarter finns listade i Catalogue of Life.